# Stuyvesant Town
 (décembre 2009).
Si vous disposez d'ouvrages ou d'articles de référence ou si vous connaissez des sites web de qualité traitant du thème abordé ici, merci de compléter l'article en donnant les références utiles à sa vérifiabilité et en les liant à la section « Notes et références ».
Stuyvesant Town est un quartier de l'arrondissement de Manhattan, à New York, qui forme avec le Peter Cooper Village un immense complexe résidentiel. Il est situé dans l'East Side, au sud de l'île, et s'étend entre la première avenue et l'avenue C, et du nord au sud entre la 14e rue et la 20e rue.

## Histoire du quartier

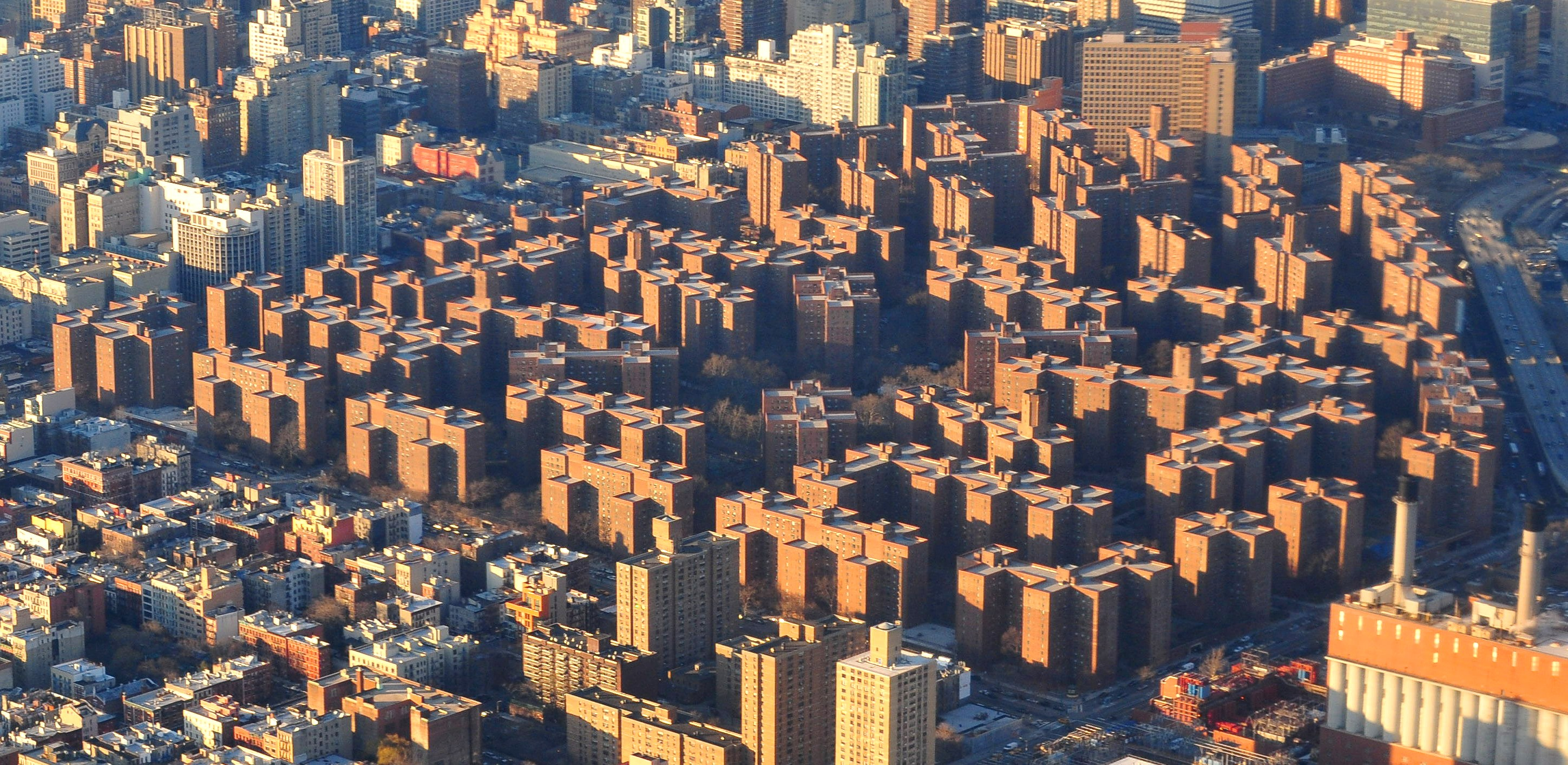
Stuyvesant Town et Peter Cooper Village vus du ciel, au-dessus de l'East River.

Le quartier actuel, dont les immeubles sont destinés aux classes moyennes, tient son nom du dernier gouverneur de la Nouvelle-Amsterdam, Pieter Stuyvesant, dont la ferme occupait le site où le complexe a été bâti au XVIIe siècle. À la fin du XIXe siècle, le quartier prit le nom de Gashouse District en raison des nombreuses citernes à essence qui occupaient le paysage de la zone. Les citernes, qui fuyaient parfois, rendaient le quartier désagréable, de même que des organisations criminelles comme le Gas House Gang, qui opéraient dans le quartier. Cependant, la situation s'améliora avec la construction de la FDR. Dans les années 1930, seules quatre citernes furent maintenues dans la zone, qui, déjà miteuse, ne fut pas plus frappée que d'autres quartiers de la ville pendant la Grande Dépression.
Avant la construction de Stuyvesant Town, le quartier comportait dix-huit blocks typiques, avec écoles publiques, églises, usines, appartements, petits commerces, et même certains immeubles d'inspiration moderne. Au total, 600 bâtiments, abritant 3 100 familles, 500 magasins et petites usines, trois églises, trois écoles, et deux cinémas furent détruits. Comme cela allait être précisé dans plusieurs projets de renouvellement urbain, quelque dix mille personnes furent contraintes de quitter la zone, expropriées à moindre frais par la municipalité grâce à une loi votée en 1943. En 1945, le New York Times mentionna « le plus significatif déménagement de familles dans l'histoire de New York ». Les derniers habitants du Gashouse District, la famille Delman, déménagèrent en mai 1946, permettant à la démolition de s'achever.

## Description
Stuyvesant Town constitue un regroupement immense d'immeuble construits en brique, bâtis dans un style typique des logements sociaux de la ville. La surface totale du complexe est de 32,4 hectares, pour 8 757 appartements. Mais l'ensemble Stuyvesant Town-Peter Cooper Village rassemble 110 bâtiments, 11 250 appartements, pour plus de 25 000 habitants. Le complexe est bordé à l'est par l'East River, le quartier de Gramercy à l'ouest, l'East Village au sud, et Kips Bay au nord. Il s'agit en outre de l'un des exemples les plus représentatifs et les plus réussis de complexes privés d'habitations de l'après-guerre. En effet, les plans de Stuyvesant Town ont été imaginés en 1943 (grâce à une loi, citée précédemment, votée la même année permettant la réhabilitation des bidonvilles new-yorkais) et ses premiers locataires, deux vétérans de la Seconde Guerre mondiale et leurs familles, y emménagèrent le 1er août 1947. Le complexe lui-même s'inspire de Parkchester, dans le Bronx qui fut achevé en 1942. La même entreprise réalisa aussi les Riverton Houses de Harlem, basées sur le même modèle, à la même époque.
Les 35 tours d'habitation de 13 étages ont été construites au sein d'un immense parc, alignées le long d'un maillage irrégulier, l'ensemble présente la structure d'un îlot fermé, peu perméable. Au centre du complexe se trouve un espace vert libre de toute construction, prévu pour le confort des habitants.
Malgré son style architectural de logements sociaux, et son histoire qui a prêté à polémique, le quartier est aujourd'hui très agréable à vivre, comme il l'était en 1946 lorsque la Metropolitan Life Insurance Company a commencé à le prendre en charge. Dès le premier jour, la compagnie d'assurances a reçu 7 000 candidatures. En 1947, les loyers s’échelonnaient entre 50 et 91 dollars. En 2006, l'ensemble du complexe Stuyvesant Town-Peter Cooper Village a été vendu à Tishman Speyer Properties pour la somme record de 5,4 milliards de dollars.